# Nemotelus kaszabi
Nemotelus kaszabi är en tvåvingeart som beskrevs av Lindner 1973. Nemotelus kaszabi ingår i släktet Nemotelus och familjen vapenflugor.
Artens utbredningsområde är Mongoliet. Inga underarter finns listade i Catalogue of Life.